# François-Vincent Toussaint

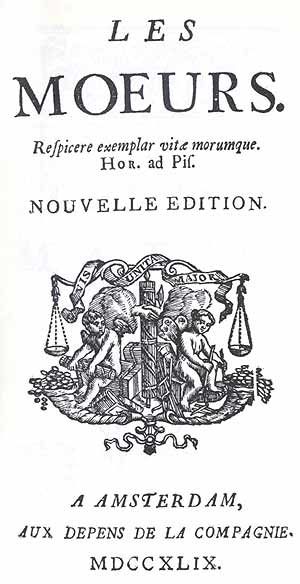
Frontispiz des Werkes "Les Mœurs" (1748)

François-Vincent Toussaint (* 21. Dezember 1715 in Paris; † 22. Juni 1772 in Berlin) war ein französischer Rechtsanwalt, Schriftsteller, Übersetzer und Enzyklopädist, der heute nur mehr für sein Werk Les Mœurs (1748) bekannt ist, ein Skandalbuch, das er unter dem Pseudonym Panage veröffentlichte.

## Leben und Wirken
F.-V. Toussaint wurde als Handwerkersohn – Sohn eines Schusters – in Paris geboren und erhielt seine Taufe in der Pfarrei Saint-Paul. Er heiratete im Jahre 1744, verlor aber seine Ehefrau schon nach einem Jahr. Aus dieser Ehe ging eine Tochter hervor, die im Alter von fünfzehn Jahren verstarb. Später heiratete er die Tochter eines Schweizergardisten aus dem Palais Royal. Das Paar hatte zehn Kinder, über deren Schicksal wenig bekannt ist.
Er beabsichtigte zunächst eine ekklesiastische Ausbildung, begann aber dann ein Studium der Jurisprudenz und absolvierte die notwendigen Prüfungen. Im Alter von sechsundzwanzig Jahren wurde er 1741 Advokat am Parlement de Paris. Aus gesundheitlichen Gründen setzte er seine Tätigkeit nicht fort, sondern trat mit dem Buchhändler und Verleger André Le Breton in Verbindung.
Er arbeitete von 1746 bis 1748 mit Denis Diderot und Marc-Antoine Eidous an der Übersetzung eines medizinischen Nachschlagewerks von Robert James (1703–1776), mit dem Titel A medicinal dictionary, including physic, surgery, anatomy, chimistry and botany. Die fertige Übersetzung wurde von Julien Busson (1717–1781) korrigiert und bearbeitet. Weitere Übersetzungen folgten, so diejeniger von Tobias George Smolletts The Adventures of Peregrine Pickle (1751).
Sein erstes und wichtigstes eigenständiges Werk waren Die Sitten, Les Mœurs (1748). Es verursachte einen Skandal und wurde umgehend verboten, was ihm zu 16 Ausgaben im Jahr des Erstdrucks verhalf. Als zentraler Grund des Verbots galt, dass hinter einer kritisierten Figur eine Schilderung der Königin Maria Leszczyńska vermutet wurde. Aber das Buch trat auch mit seiner naturphilosophisch-aufklärerischen Grundhaltung dem offiziellen Vorrang kirchlicher Morallehre entgegen. Wegen seiner Bekanntschaft zu Jean-Frédéric Phélypeaux, comte de Maurepas, dem Secrétaire d’État à la Marine, dürfte die Publikation für Toussaint unmittelbar ohne größere Folgen geblieben sein.
Im Juni 1754 begann er seine journalistische Arbeit, so übernahm er die Leitung der von Friedrich Melchior Grimm gegründeten Zeitschrift Journal des étrangers. Wegen Konflikten mit den Direktoren des Journals gab er seine Position schon im November 1754 auf. In 1756 trat er in Kontakt zu Jacques Gautier d’Agoty (1716–1785), einem Maler und Kupferstecher sowie Begründer des Journal de physique, das er dann unter dem Titel Observations sur la physique, sur l’histoire naturelle et sur les arts weiterführte. Das exakte Datum seiner Emigration von Frankreich nach Brüssel ist zuverlässig nicht festzulegen, es lag wahrscheinlich Ende 1760 oder Anfang 1761. Im Jahre 1757 wendeten sich die politischen Verhältnisse; so versuchte Robert François Damiens durch ein Attentat Ludwig XV. zu ermorden. Claude Adrien Helvétius veröffentlichte sein aufklärerisches Werk De l’esprit. Die Gegner der Aufklärung nutzten diese Vorfälle, um ihre Autorität und Einflüsse geltend zu machen.
Im Jahre 1754 ging er nach Berlin. Dort wurde er von Friedrich II. zum vollwertigen Mitglied der Königlich-Preußischen Akademie der Wissenschaften ernannt. Er publizierte eine Widerlegung seines erfolgreichsten Buchs – Eclaircissement sur les mœurs (1762).
Als er im Jahre 1772 starb, hinterließ er seine Witwe und sieben Kinder verarmt.

## Werke (Auswahl), Übersetzungen
- Les Mœurs, s. l., s.e., 1748.
- Deutsche Ausgabe: Die Sitten. Frankfurt, Leipzig 1749 und öfter.
- Histoire des Passions, ou Avantures Du Chevalier Shroop. Ouvrage traduit de l’anglois. I. & II. Partie, La Haye, Jacques Neaulme, 1751.
- Eclaircissement sur les mœurs. Par l’auteur des Mœurs, Amsterdam, Marc Michel Rey, 1762.
- Deutsche Ausgabe: Des Herrn Toussaint Erläuterung seines Buchs: Die Sitten. Breslau, Korn 1763.

### Übersetzungen
- François Coventry: La vie et les aventures du Petit Pompée. Histoire critique. Traduite par l’Anglois par M. Toussaint, I, Londres, Marc Michel Rey, 1752.
  - Original: The History of Pompey the Little; or, The Life and Adventures of a Lap-Dog, 1751.
- Histoire et aventures de Sir Williams Pickle. Ouvrage traduit de l’Anglois, I, Amsterdam, Marc Michel Rey, 1753.
- Extrait des oeuvres de Mr. Gellert contenant ses apologues, ses fables, et ses histoires, traduit de l’allemand en françois par M. Toussaint, II, Zullichow, Aux Depens de la Maison des Orphelins et de Frommann, 1768.